# Clubiona acanthocnemis
Clubiona acanthocnemis este o specie de păianjeni din genul Clubiona, familia Clubionidae, descrisă de Simon, 1906. Conform Catalogue of Life specia Clubiona acanthocnemis nu are subspecii cunoscute.